# Wiese (Märkische Heide)
Wiese (niedersorbisch Łuka) ist ein Ortsteil der Gemeinde Märkische Heide im Landkreis Dahme-Spreewald (Brandenburg). Wiese war bis 1945 eine eigenständige Gemeinde, als es mit Schuhlen zur Gemeinde Schuhlen-Wiese zusammengeschlossen wurde.

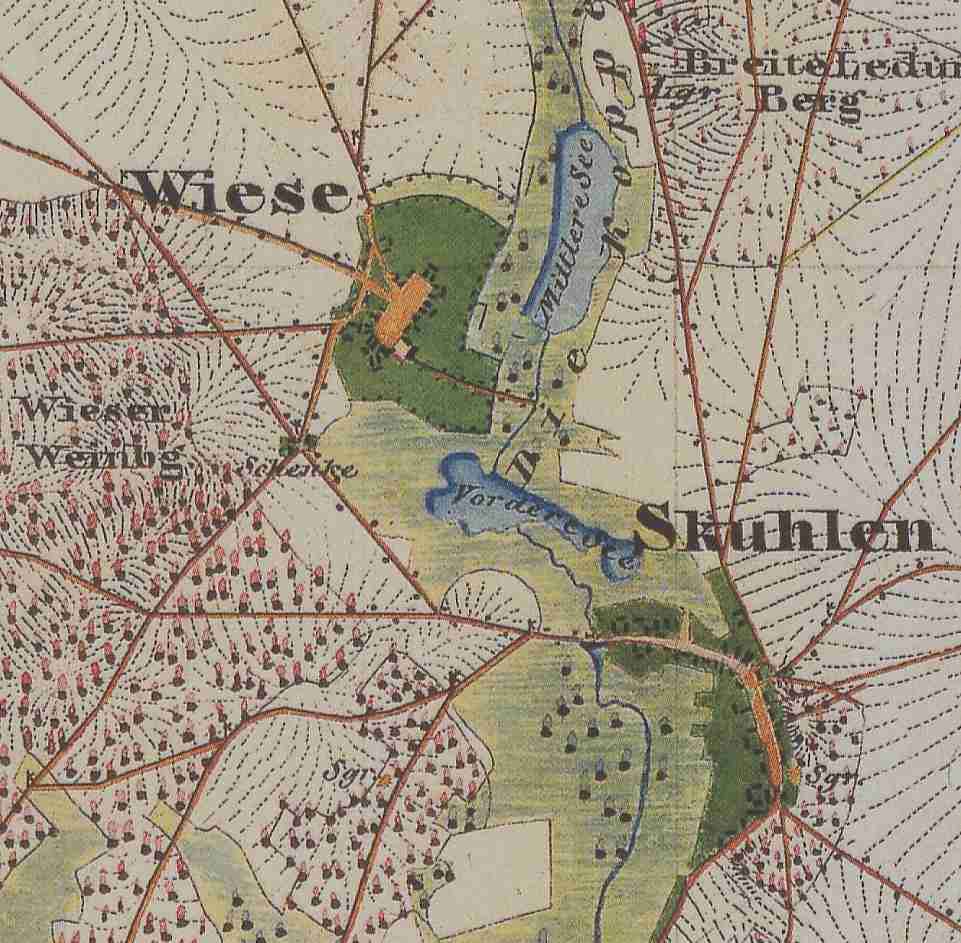
Wiese (und Skuhlen) auf dem Urmesstischblatt 3950 Groß Leuthen von 1846

## Geographische Lage
Wiese liegt rund 15 km südwestlich von Beeskow, rund 23 km südöstlich von Storkow (Mark) und rund 20 km nordöstlich von Lübben (Spreewald). Die beiden Ortskerne von Wiese und von Schuhlen liegen nur etwas mehr als einen Kilometer auseinander. Der nordwestliche Rand von Schuhlen ist vom südöstlichen Rand von Wiese nur rund 600 Meter Luftlinie entfernt.
Wiese bildet heute zusammen mit Schuhlen eine Gemarkung. Die frühere Gemarkung von Wiese grenzte im Norden an Plattkow (Ortsteil der Gemeinde Märkische Heide), Kossenblatt, Briescht und Trebatsch (alle drei genannten Orte sind Ortsteile der Gemeinde Tauche), im Südosten und Süden an die frühere Gemarkung von Schuhlen, im Südwesten an Groß Leuthen (Ortsteil der Gemeinde Märkische Heide) und im Westen Wittmannsdorf (Gemeindeteil im Ortsteil Wittmannsdorf-Bückchen der Gemeinde Märkische Heide). Wiese liegt nordöstlich der L442 und ist von dieser Straße durch zwei Abzweige zu erreichen. Eine kleinere Straße führt vom Ort noch zum Wohnplatz Buschhäuser. Im äußersten Norden berührt die Niederlausitzer Eisenbahn (Beeskow-Lübben (Spreewald)) gerade noch die ehemalige Gemarkung.
Das einzige größere Gewässer ist das Rocher Mühlenfließ, das östlich am Ortskern vorbei verläuft. Die höchsten Bereiche der ehemaligen Gemarkung liegen nordöstlich des Ortskerns mit etwas über 60 m; und auch im südwestlichen Teil steigt das Gelände auf über 60 m an. Tiefster Punkt ist das Rocher Mühlenfließ mit etwa 42 m. Auf dem Urmesstischblatt von 1846 sind noch drei kleinere Seen eingezeichnet, der Vordersee, der zur Hälfte auch auf der Gemarkung von Skuhlen lag, der Mittlere See, nordöstlich des Ortskerns und der Hintersee nördlich des Ortskerns und südöstlich von Buschhäuser und Schäferei. Sie sind heute bis auf Reste des Hintersees fast völlig verschwunden. Außerdem gab es westlich des Ortskerns noch einen kleinen Teich, der inzwischen ebenfalls verlandet ist. Im unmittelbaren Bereich des Rocher Mühlenfließes haben sich heute zwei sehr kleine Teiche/Wasserflächen neu gebildet.

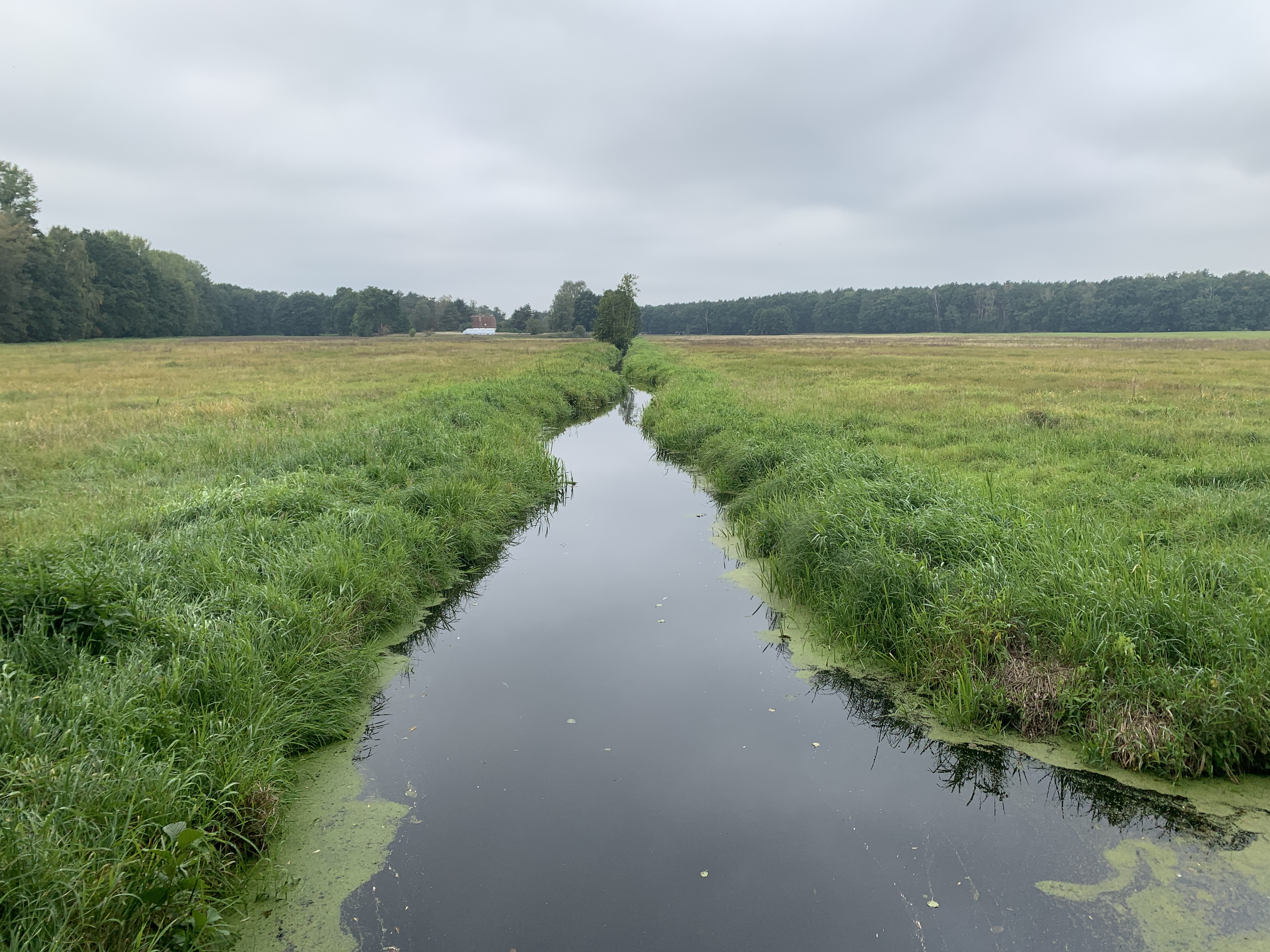
Rocher Mühlenfließ zwischen Trebatsch und Rocher

## Geschichte
Wiese wird urkundlich 1527 erstmals genannt. Nach der Dorfstruktur handelt es sich um ein Runddorf. Ernst Eichler leitet den Namen vom deutschen Wort Wiese ab, dem auch der niedersorbische Name Łuka entspricht.
1708 waren vier Kossäten und drei Büdner in Wiese ansässig. Das Dorf hatte 1718 500 Taler Schatzung. 1723 wohnten drei Kossäten, drei Halbkossäten, drei Büdner und zwei Häusler in Wiese. 1755 hatte der Ort 71 Einwohner. Die durchschnittliche Ernte (in Dresdner Scheffeln) betrug: 226 Scheffel Korn, 42 Scheffel Gerste, 26 Scheffel Hafer, 16 Scheffel Erbsen, 21 Scheffel Heidekorn (= Buchweizen) und 6 Scheffel Lein. 1795 gab es sieben Freihäusler unter der Bevölkerung. 1809 war die Wohnbevölkerung auf zwei Ganzkossäten, zwei Halbkossäten, drei Gärtner und 16 Häusler oder Büdner angewachsen. 1823 wird erstmals ein Schänker (= Wirt) erwähnt. Die Schenke lag an der Stelle Alte Dorfstraße 1 (etwas außerhalb und südlich des Ortskerns). 1818 wurde es als adeliges Dorf mit 25 Feuerstellen und 159 Einwohner beschrieben. 1840 gab es 24 Wohngebäude, in denen 178 Menschen lebten. 1864 gab es 28 Wohnhäuser und 188 Einwohner. Zum Dorf gehörten die Buschhäusern, eine Schäferei und eine Ziegelei. Um 1900 wurde die Niederlausitzer Eisenbahnstrecke Beeskow-Lübben (Spreewald) gebaut und 1901 eröffnet. Sie berührt gerade noch den nordwestlichen Teil der früheren Gemarkung. Wiese erhielt keinen eigenen Haltepunkt.
Nach dem Zweiten Weltkrieg kamen fast 100 Flüchtlinge in die beiden Orte Schuhlen und Wiese und mussten untergebracht werden. Das große Gut in Wiese wurde enteignet und 50 Neubauernstellen geschaffen. 1959 gründete sich eine Landwirtschaftliche Produktionsgenossenschaft Typ I „Goldener Stern“.
| Jahr      | 1818 | 1846 | 1871 | 1890 | 1910 | 1925 | 1939 |
| Einwohner | 159  | 190  | 202  | 203  | 171  | 160  | 135  |

### Besitzgeschichte
Obwohl Wiese kaum einen Kilometer von Schuhlen (vor 1938 Skuhlen) entfernt liegt, waren die beiden Dörfer im Mittelalter und frühen Neuzeit nicht in einer Hand. Erst im 18. Jahrhundert und nur für einige Jahrzehnte waren sie unter einer gemeinsamen Herrschaft vereint. Während Wiese über längere Zeiträume mit Plattkow unter einer Herrschaft vereint war, hatte Skuhlen meist mit Mittweide eine gemeinsame Besitzgeschichte. Die Besitzgeschichte ist besonders zu Ende des 18. Jahrhunderts, im 19. Jahrhundert und auch zu Beginn des 20. Jahrhunderts, auch bedingt durch sehr rasche und häufige Besitzwechsel, schlecht dokumentiert.
Am 17. Oktober 1527 erhielten Ebolt und Christoff von Krummensehe die Dörfer Plattkow und Wiese mit allem Zubehör von der böhmischen Krone zu Lehen, wie es auch schon ihre Vorfahren innegehabt hatten. Der Lehnbrief von 1527 ist eine Wiederbelehnung in manu dominante nach dem Tod des böhmisch-ungarischen Königs Ludwig II. in der Schlacht bei Mohács 1526. Die beiden von Krummensee hatte das Lehen also schon einige Jahre vor 1527 inne, und die Formulierung „wie es auch schon ihre Vorfahren innegehabt hatten“ lässt darauf schließen, dass sie das Lehen von ihrem Vater geerbt hatten, und die Familie von Krummensee wahrscheinlich schon in der zweiten Hälfte des 15. Jahrhunderts in Plattkow in Besitz hatte. Bei der Landesmusterung der Niederlausitz, die 1528 in Guben abgehalten wurde, erschienen die von Krummensee wegen dieses Lehens mit einem gerüsteten Fußknecht. Die von Krummensee waren ein markbrandenburgisches Adelsgeschlecht aus dem Dorf Krummensee im Niederbarnim. Dort saß die Familie bereits 1375. 1538 starb Christoph von Krummensee, und Ebolt erhielt Plattkow und Wiese für sich allein zu Lehen. Zur „Gesamten Hand“ (oder Gesamtbelehnung) wurde sein Vetter Hans von Krummensee zugelassen. Dieser erbte den Besitz nach dem Tod des Ebolt, der ohne Leibeserben geblieben war, und verkaufte die Güter schließlich am 6. November 1543 an Georg von der Zauche. Georg von der Zauche besaß außerdem die sog. „Lamsfeldschen Güter“ (Lamsfeld, Jessern, Jamlitz und Staakow), die Dörfer Groß Leine, Leibchel und Leeskow. Die zwei Dörfer Plattkow und Wiese wurden aber nicht an die anderen Besitzungen des Georg von der Zauche angeschlossen, sondern wurden immer getrennt durch einen Vogt verwaltet. Auf Georg von der Zauche folgte sein Sohn Christoph nach, der 1570 vom Landvogt der Niederlausitz die Erlaubnis zum Bau einer Windmühle in Wiese erhielt. Allerdings mehrten sich auch die Grenzstreitigkeiten mit den nördlichen Nachbarn, die Orte Werder/Spree und Kossenblatt, die bereits zur Herrschaft Beeskow gehörten. Schließlich schaukelten sich die Streitereien über Hutungen, Felder und Reisungen bis zu Tätlichkeiten und „Scharmützeln“ hoch. Am 4. November 1575 verstarb Christoph und am 15. September 1576 wurden seine Söhne Hans und Abraham von der Zauche mit den väterlichen Gütern belehnt. Der Besitz der von der Zauche war stark verschuldet und mit dem Verkauf von Plattkow und Wiese am 11. März 1582 wurden die beiden Brüder von der Zauche einerseits den ständigen Ärger mit den nördlichen Nachbarn los, andererseits konnten sie auch ein wenig die Schuldenlast drücken. Käufer war der kurbrandenburgische Kämmerer Georg von Oppen auf Kossenblatt, der damals auch Besitzer von Werder/Spree war. Mit dem Kauf und der Inkorporierung in das Gut Kossenblatt waren auch die Grenzstreitigkeiten beseitigt worden. Der Kaufpreis für die beiden Orte betrug 9.250 Gulden. Der Verkauf der beiden Dörfer beinhaltete alles Zubehör, Seen und Fischereien, den „Enttenschlag“ und „Finckengertten“, die Mühlen und Windmühlgerechtigkeit, die obersten und niedersten Gerichte „zu Hand, und Halß, Leib und Leben“. Der Käufer war außerdem befreit von Ritterdiensten zur Niederlausitz. Die auf Plattkow und Wiese lastenden Ritterdiensten übernahmen die von der Zauche auf Lamsfeld. Georg d. Ä. von Oppen heiratete 1583 Anna von Klitzing, Tochter des Andreas von Klitzing und seiner Frau Barbara von Flanß aus Groß Machnow. Dem Georg von Oppen gehörte außerdem Nichel (Gemeinde Mühlenfließ) und Fredersdorf (Stadt Bad Belzig) im Fläming. Anna von Klitzing starb 1606, Georg 1609 unter Hinterlassung von fünf Söhnen (Christian, Georg, Caspar, Christoph und David) und sieben Töchtern (sechs werden nur genannt: Catharina, Anna, Elisabeth, Sophia, Maria und Sabina). Beider Grabsteine befinden sich in der Kossenblatter Kirche.

### 17. Jahrhundert
Die fünf Brüder von Oppen teilten den Besitz zunächst nicht, sondern überließen ihn für 1600 Talern ihrem Bruder Caspar. 1644 erwarb Georg d. J. von Oppen von Joachim-Friedrich Schenk von Landsberg auf (Märkisch) Buchholz das Dorf Groß Köris in der Herrschaft Teupitz für 4796 Taler. Erst 1648 trat Caspar seinem Bruder David die Dörfer Plattkow und Wiese für 2.200 Taler ab, behielt sich jedoch die Plattkowische Heide, den Wald Splau genannt mit allen Gerechtigkeiten sowie auch die Jagd auf den beiden Feldmarken vor. Der dritte überlebende Bruder Georg erhielt die Güter Krausnick in der Herrschaft Storkow, Schwenow in der Herrschaft Beeskow und das 1644 erworbene Groß Köris. Caspar war mit Catharina geb. von Oppen verheiratet, mit der er zwei Söhne Friedrich und Caspar hatte. Er starb am 5. November 1649 in Kossenblatt. Georg war vor 1651 bereits verstorben. Er hatte die Söhne Erdmann, Caspar, David, Joachim und Christoph und die Töchter Anna, Sybille und Sabine hinterlassen. David auf Plattkow und Wiese war mit Barbara von Maltitz verheiratet. Von seinen sechs Söhnen erreichte nur Joachim das Erwachsenenalter, außerdem die Tochter Sabina, die mit Otto Heinrich von Pannewitz auf Falkenberg und Babow bei Cottbus) verheiratet war David von Oppen starb 1661 im Alter von 59 Jahren. Sein Sohn und Erbe Joachim war mit Anna Catharina von Berge verheiratet; die Ehe blieb kinderlos. Nach dem Tod des Joachim von Oppen im Jahre 1677 fielen Plattkow und Wiese an die beiden Söhne von Caspar (d. Ä.), Friedrich und Caspar (d. J.). 1687 kamen die Dörfer Plattkow und Wiese an Caspar (d. J.), der in diesem Jahr den Lehenseid für beiden Orte ablegte. Caspar verkaufte 1690 Plattkow ohne das Dorf Wiese auf zehn Jahre und Wiederkauf an Adolf von der Heyde für 1625 Taler. Der Verkauf scheiterte jedoch aus unbekannten Gründen, denn 1692 übernahm Christoph Haubold von Houwald den Ort. 1693 wurde Caspar von Oppen in Smolecko erschossen. Götz von Houwald deutet dieses Smolecko mit Fragezeichen als Smolensk. Erbe wurde nun der erst zehnjährige Sohn des Caspar, der wiederum Caspar hieß. Dieser erhielt zunächst den Rittmeister Wolfram von Kottwitz als Vormund, später den Hauptmann Antonius von Zittwitz.

### 18. Jahrhundert
Im Jahr 1703 verkaufte Caspar d. J. von Oppen, damals königlich dänischer Fähnrich den Ort Wiese nebst der Schlauheide (= Splau), die Plattkowische Heide und die dortige Schäferei um 5000 Taler an den kurbrandenburgischen Ober-Kriegspräsidenten und Generalfeldmarschall Johann Albrecht Reichsgraf von Barfuß. In diesem Verkauf bzw. Kauf war das Dorf Plattkow nicht enthalten, wie gelegentlich in der Literatur zu finden ist. Mitbelehnt zur „Gesamten Hand“ waren seine Brüder und Vetter George Ludwig, Ernst Christian, Berndt Heinrich, Melchior Christoph und Johann Stephan von Barfuß. Am 27. Dezember 1704 starb Johann Albrecht Reichsgraf von Barfuß in Kossenblatt und hinterließ Frau und drei minderjährige Söhne. Im Besitz folgte seine Witwe Eleonore geb. Gräfin von Dönhof nach. Zwei der drei Söhne starben früh, sodass Carl Friedrich von Barfuß den Besitz übernahm. Am 18. Januar 1736 kaufte der preußische König Friedrich Wilhelm I. die Herrschaft Kossenblatt mit Schloss, den Vorwerken Kossenblatt und Briescht, den Dörfern Kossenblatt, Briescht und Werder sowie das Gut Wiese für 125.000 Taler von Karl Friedrich Ludwig von Barfuß. Friedrich Wilhelm I. wies den Ort zunächst dem Amt Kossenblatt zu. Es diente der Versorgung des Prinzen August Wilhelm. Formaler Lehensträger an Stelle des Prinzen wurde der Kammerherr Caspar Siegmund von Beerfelde. Nach dessen Tode 1748 wurde der Ordenshauptmann Johann Friedrich von Hayn Lehensträger. 1754 wurde der Ort Wiese nebst der Plattkowschen Heide und der Schäferei für 6.200 Taler an Ernst Abraham von Stutterheim verkauft. 1758 erhielt dieser den Lehnbrief über das Dorf Wiese. Ernst Abraham von Stutterheim (* 1724; † 1816) war auch in Mittweide und Skuhlen (= Schuhlen) begütert. Er war mit Constantina Wilhelmina von Luck, Tochter des Christoph Franz von Luck und der Barbara Eleonore von Niesemeuschel verheiratet. 1772 und 1773 traten seine beiden Söhne Ernst Wilhelm (1754–1798) und Carl August (1759–1820) in den preußischen Militärdienst ein. Sie brachten es in der preußischen Armee bis zum Major bzw. Generalmajor. Er war Landesältester des Crumspreeischen Creyses. 1792 verkaufte Ernst Abraham von Stutterheim das Dorf Wiese an Ernst Philip von Löben. Dieser hatte 1768 in erster Ehe Charlotte Henriette von Pannwitz geheiratet. Nach deren Tod 1785 heiratete er in zweiter Ehe deren Schwester, seine Schwägerin, Wilhelmine Sophie von Pannwitz. Mitbelehnt zur „Gesamten Hand“ waren Gottlob Carl Wilhelm von Houwald und Ernst Abraham von Stutterheim. Ernst Philipp von Löben starb schon am 15. April 1793 in Wiese und das Gut Wiese ging an die beiden Mitbelehnten Gottlob Carl Wilhelm von Houwald und Ernst Abraham von Stutterheim. Die weitere (Besitz-)Geschichte ist dann zunächst unklar.
1794 pachtete ein Friedrich Wilhelm Schlinzigk das Gut Wiese. Nach mehreren Unglücksfällen erwirtschaftete er gleich im ersten Jahr 700 Taler Verlust und gab die Pacht an einen gewissen Katsch ab. Der Besitzer des Gutes ist dabei nicht genannt.

### 19. und 20. Jahrhundert
1802 war es im Besitz der Auguste Christiane Elisabeth von Weissenfels aus dem Hause Werben. Sie war in erster Ehe mit Felix Josef von Gordon, einem sächsisch-polnischen Oberstleutnant verheiratet. Möglicherweise hatte er das Gut erworben. Er starb vor 1802. Am 1. Januar 1802 heiratete die Auguste Christiane Elisabeth den Hauptmann Carl Dietrich Ulrich von Glüer im Regiment Ihro Königl. Hoheit Herzog Albrecht zu Sachsen-Teschen, Chevaux-legers in Churfürstl. Sächsischen Diensten. Carl Dietrich Ulrich von Glüer war Besitzer von Kreblitz (bei Luckau) und Zauche (Gem. Kasel-Golzig). Er wurde 1806 aus dem Militärdienst entlassen und gleichzeitig noch zum Major befördert. Er starb am 10. Januar 1815.
Nach Houwald folgten danach drei Generationen der Familie Lehmann. 1828 erwähnt Eickstedt einen Rittergutsbesitzer Lehmann, 1837 übernahm der Enkel das Gut. 1846 verkaufte dieser Lehmann das Gut Wiese für 34.000 Taler an Robert Friedrich Müller. Er hatte das Gut Wiese als Mannlehen und mind. bis 1853 im Besitz. Berghaus gibt die Größe des Rittergutes (für 1853) mit 1585 Morgen an. 1856 wird ein Wirtschaftsinspektor Heinrich Moritz Schimrigk genannt. Ihm folgte 1861/1864 als Besitzer ein gewisser Carl Thieme nach. 1870 kam das Gut an Kommissionsrat Ludwig Aron. Nach dem Generaladressbuch von 1879 war Wiese zu dieser Zeit im Besitz eines von Pannwitz. 1885 gehörte das Gut Wiese dem Leo Bieske auf Strzegow, Provinz Posen, Verwalter war ein Amtmann Fischer. Für 1896 wird noch ein Kaufmann C. Röhne in Berlin als Besitzer genannt. 1907/14 gehörte das Rittergut Wiese dem Paul Graetz. Er hatte 1896 in Stangenhagen Friederike von Thümen (1876–1971) geheiratet, die Tochter des Viktor von Thümen und der Elisabeth (Elly) von Alten auf Blankensee. 1913 wurde Joachim Freiherr von Plotho-Ränkendorf (1886–1968), Sohn des Landrats und Deichhauptmanns Wolfgang Edler Herr und Freiherr von Plotho und der Bernhardine von Bredow in Zerben als Besitzer von Wiese. Seit 1914 war er mit Frida (Friederike) Meyer (1891–1967) verheiratet, der Nichte des Malers Max Liebermann. Er besaß das Gut bis zur Enteignung. Das Rittergut hatte zu jener Zeit nach dem letztmals veröffentlichten Landwirtschaftlichen Adressbuch etwa eine Größe von 390 ha und wurde durch den Verwalter Nordhoff geführt. Der Gutsbesitzer Joachim Freiherr von Plotho verlor 1933 alle seine Ehrenämter wegen seiner jüdischen Ehefrau. Aus anderen Gründen musste er den Johanniterorden 1939 wieder verlassen, was zehn Prozent der Mitglieder dieser Kongregation wegen Doppelmitgliedschaft mit der NSDAP betraf. Plotho ist die einzig bekannte Ausnahme der Wiederaufnahme in den Ritterorden nach dem Krieg. Die Plothos gingen 1947 nach Berlin und 1962 in den Breisgau.

## Politische Zugehörigkeit
Der Ort liegt in der Niederlausitz und gehörte in sächsischer Zeit und auch nach der Abtretung der Niederlausitz an Preußen 1815 zum Kreis Lübben. Nach der Abschaffung der Patrimonialgerichtsbarkeit 1849 entstanden der Gemeindebezirk und der Gutsbezirk. 1900 umfasste der Gemeindebezirk 166 ha, der Gutsbezirk 361 ha. Erst 1928 wurde Gemeinde- und Gutsbezirk vereinigt. Zum 1. Januar 1945 zur Gemeinde Schuhlen-Wiese vereinigt. Skuhlen war erst 1937 in Schuhlen umbenannt worden, nach dem Historischen Gemeindeverzeichnis schon 1933, was anscheinend ein Irrtum ist. Schuhlen-Wiese blieb auch nach den beiden Kreisreformen von 1950 und 1952 im Kreis Lübben. Nach der Wende wurde dieser 1990 noch in Landkreis Lüben umbenannt. 1992 schloss sich Schuhlen-Wiese mit 16 anderen Gemeinden zur Verwaltungsgemeinschaft Amt Märkische Heide zusammen. 1993 ging der Kreis Lübben im neuen Landkreis Dahme-Spreewald auf. 2002 verständigten sich acht Gemeinde des Amtes Märkische Heide auf die Bildung einer neuen Gemeinde Märkische Heide; der Zusammenschluss wurde aber erst zum 26. Oktober 2003 rechtswirksam. Zum 26. Oktober 2003 wurden auch die übrigen neuen Gemeinden des Amtes per Gesetz in die neue Gemeinde eingegliedert. Das Amt Märkische Heide wurde aufgelöst. Seither ist Schuhlen-Wiese ein Ortsteil der Gemeinde Märkische Heide, Wiese ist ein Gemeindeteil von Schuhlen-Wiese. Der Ortsteil Schuhlen-Wiese wählt einen Ortsbeirat aus drei Mitgliedern, die aus ihren Reihen einen Ortsvorsteher wählen. Seit 2014 ist Lutz Poeser Ortsvorsteher.

## Kirchliche Zugehörigkeit
Wiese hat keine Kirche und war zumindest nach Urkundenlage auch nie Kirchdorf. Es war im 19. Jahrhundert nach Wittmannsdorf eingekircht. Wiese gehört heute zum Pfarrsprengel Groß Leuthen im Evangelischen Kirchenkreis Niederlausitz.

## Denkmale und Sehenswürdigkeiten
Die Denkmalliste des Landes Brandenburg für den Landkreis Dahme-Spreewald verzeichnet ein Baudenkmal und vier Bodendenkmale auf der alten Gemarkung von Wiese.
- Nr. 09140416, Alte Dorfstraße 13, Wohnhaus
- Nr. 12516 Flur 3: Siedlung Urgeschichte, Siedlung Bronzezeit, Siedlung Eisenzeit
- Nr. 12518 Flur 3: Dorfkern Neuzeit, Dorfkern deutsches Mittelalter, Turmhügel Neuzeit, Turmhügel deutsches Mittelalter
- Nr. 12519 Flur 3: Rast- und Werkplatz Steinzeit, Siedlung Urgeschichte
- Nr. 12520 Flur 1: Siedlung Urgeschichte

## Personen
Die Landschafts- und Blumenmalerin Magda Schmidt-Nolting wurde am 19. August 1895 in Wiese geboren.
In Wiese lebte der Pfarrer im Ruhestand Christoph Sehmsdorf. Seine Frau Johanna Sehmsdorf und er wurden 2013 für ihr Engagement in Tansania mit dem Bundesverdienstkreuz ausgezeichnet.